# Grintovec
El Grintovec (2.558 m s. n. m.) es la montaña más alta de los Alpes de Carintia y de Eslovenia (subsección Alpes de Kamnik y de la Savinja). Se encuentra en Eslovenia (Eslovenia central).

## Clasificación SOIUSA
Según la definición de la SOIUSA el Grintovec se encuentra en:
- Gran parte = Alpes orientales
- Gran sector = Alpes del sudeste
- Sección = Alpes de Carintia y de Eslovenia
- Subsección = Alpes de Kamnik y de la Savinja
- supergrupo = Cadena Mrzla gora-Grintovec-Ojstrica
- Grupo = Grupo del Grintovec
- Código = II/C-35.II-B.3